# سيل أم نهشل

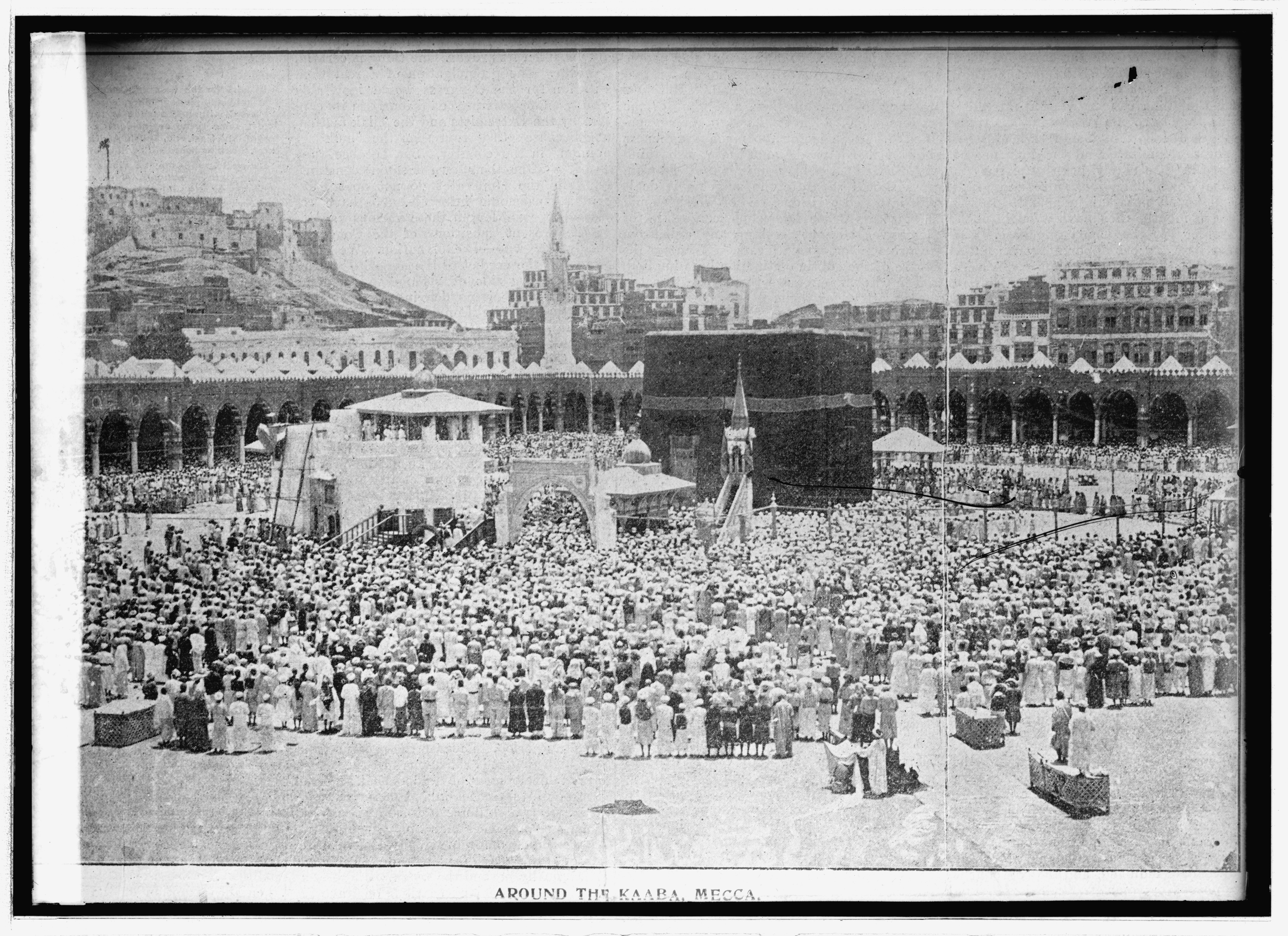
تضرر مقام إبراهيم نتيجة السيل الذي ضرب العاصمة المقدسة عند المسلمين بعد وفاة الرسول محمد بخمسة أعوام

سيل أم نهشل هو سيل كبير ضرب مكة المكرمة عام 638 (17 هـ)، بعد وفاة النبي محمد بستة أعوام. ودخل المسجد الحرام، أقدس المساجد عند المسلمين، بعد أمطار غزيرة، من أعلى مكة من ناحية المدعا، فاقتلع مقام إبراهيم، وأحدث أضراراً بالمسجد ودور مكة
وتعود تسمية السيل إلى امرأة تدعى "أم نهشل" بنت عبيدة بن سعيد العاصي بن أني بن عبد شمس كان قد جرفها السيل وتوفيت، وكانت أم نهشل أول ضحية للسيول التي ضربت مكة المكرمة بعد الإسلام.
ونتيجة للأضرار التي ألحقها السيل بالمسجد الحرام، جاءت أول توسعة له في عهد ثاني الخلفاء عمر بن الخطاب عام 638 م بعد وفاة النبي محمد صلى الله عليه وسلم بستة أعوام.